# Montse Barderi Palau
Montse Barderi Palau (Sabadell, 1969) es una escritora, periodista y filósofa, española, especialista en estudios de género.

## Trayectoria
Es autora de numerosos libros, tanto novelas como de filosofía práctica. Su obra ha sido traducida del catalán al español, al italiano, al rumano y al portugués. Entre sus libros están Caminos para un reencuentro, escrito con la actriz Emma Vilarasau, y el libro de relatos ilustrado, Dones úniques: relats de dones d'aquí que no podràs oblidar, que es el retrato de 86 mujeres de Cataluña de todos los tiempos y de todos los ámbitos, donde también aparece la escritora Teresa Pàmies.
Barderi ha sido miembro de la Junta de Filosofía y Género de la Universidad de Barcelona (UB), subdirectora del X Simposio Internacional de Filósofas IAPH junto a la filósofa Fina Birulés y es patrona fundadora de la Fundació Maria-Mercè Marçal. Forma parte del proyecto ganador e-Twinning 2015, en el ámbito Europeo de Ciudades Educadoras y forma parte del jurado de los premios Prudenci Bertrana i Josep Pla.
Colabora habitualmente en la sección Tribuna del diario El Punt Avui y, desde 2020, es columnista en la revista Serra d'Or. También participa en el programa Aquí de la Cadena SER conducido por el periodista Josep Cuní.

## Obras
- 2004 – L'origen del teixit: Cecília Vicuña i la poètica precària. Publicacions UB.[4]
- 2006 – La explotación animal en la obra de Marguerite Yourcenar. Publicacions UB.[5]
- 2007 – Perdre per guanyar. Ara llibres.[6] En español (2008): Perder para ganar. Editorial Grijalbo. ISBN 9788425341960.[7]
- 2013 – Los arcos del agua. Ediciones B. ISBN 9788466653060.[8]
- 2015 – Marta, mira’m, t’he de dir tantes coses. Ediciones Cumbres. ISBN 9788494371332.[9][10]
- 2016 – El amor no duele. Ediciones Urano. ISBN 9788499449340.[11]
- 2017 – Camí d'anada i tornada. con Emma Vilarasau. Editorial Columna. ISBN 9788466422109.[12][13] En español: Caminos para un reencuentro. Editorial Huso ISBN 9788494624551.[14]
- 2018 – Dones úniques: relats de dones d'aquí que no podràs oblidar. Editorial Columna. ISBN 9788466423991.[15]
- 2018 – Cómo vivir una enfermedad incurable. Con Carolina Torres Fernández. Ediciones Urano. ISBN 9788416720323.[16]
- 2019 – La memòria de l'aigua. Editorial Columna. ISBN 9788466425605.[17]
- 2020 – Manual d'amor aristotèlic per a dones del segle XXI. Ediciones Destino Català.
- 2021 – La vida autèntica. Editorial Columna.

## Reconocimientos
- En 2019, la Institución de las Letras Catalanas nombró a Barderi comisaria del Any Teresa Pàmies.[1][3]
- Ese mismo año, recibió el Premio Prudenci Bertrana por su novela La memòria de l'aigua, que habla de tres generaciones de mujeres.[3][18]